# رولف روسمان
رولف روسمان (به آلمانی: Rolf Rüssmann) بازیکن فوتبال و مدافع اهل آلمان است که از سال ۱۹۷۷ میلادی عضو تیم ملی فوتبال آلمان بوده‌است. وی در ۲۰ بازی ملی حضور داشته است و آخرین بازی ملی خود را در سال ۱۹۷۸ میلادی انجام داد. رولف روسمان در بازی‌های ملی‌اش ۱ گل به ثمر رساند.